# رودلف کلر
رودلف کلر (زاده ۲۸ مه ۱۸۲۱ – درگذشته ۵ ژانویه ۱۹۰۵) نقاش سوئیسی بود. نقاشی‌های او در سبک رئالیست، کلاسیک و همچنین مکتب نقاشی دوسلدورف است.سبک کلر شبیه نقاشان رمانتیسم گوستاو کوربه و ژان باپتیست کامی کورو است. کلر به عنوان بهترین نقاش حیوانات سوئیسی در نظر گرفته شده و نام او در کنار نام جرج استابز، رزا بوهر و تئودور ژریکو آورده می‌شود. در حالیکه شهرت او به خاطر نقاشی‌هایش از حیوانات است، او نقاش حساس و خلاقی بود که کارهای به خوبی شکل گرفته‌اش در سنت نقاشی در هوای آزاد، شامل مناظر کوه‌های سوئیس هم به خوبی دیده شده‌اند.
او به خاطر نقاشی گاوها در مناظر سوئیس به عنوان نقاش حیوانات ملی سوئیس توصیف شده است. او به همراه فرانک بوخر و و گوستاو کاستان یکی از مهمترین نقاشان قرن نوزدهم فرانسه مطرح شده است. نقاشیGotthardpost یا The St Gotthard Mailcoach یکی از مشهورترین کارهای اوست، که در آن کالسکه‌ای را که اسب‌های سفیدی آن را در طول یک جاده کوهستانی می‌کشند را نشان می‌دهد ترسیم کرده است.

## کارها

نقاشی های کلر از حیوانات
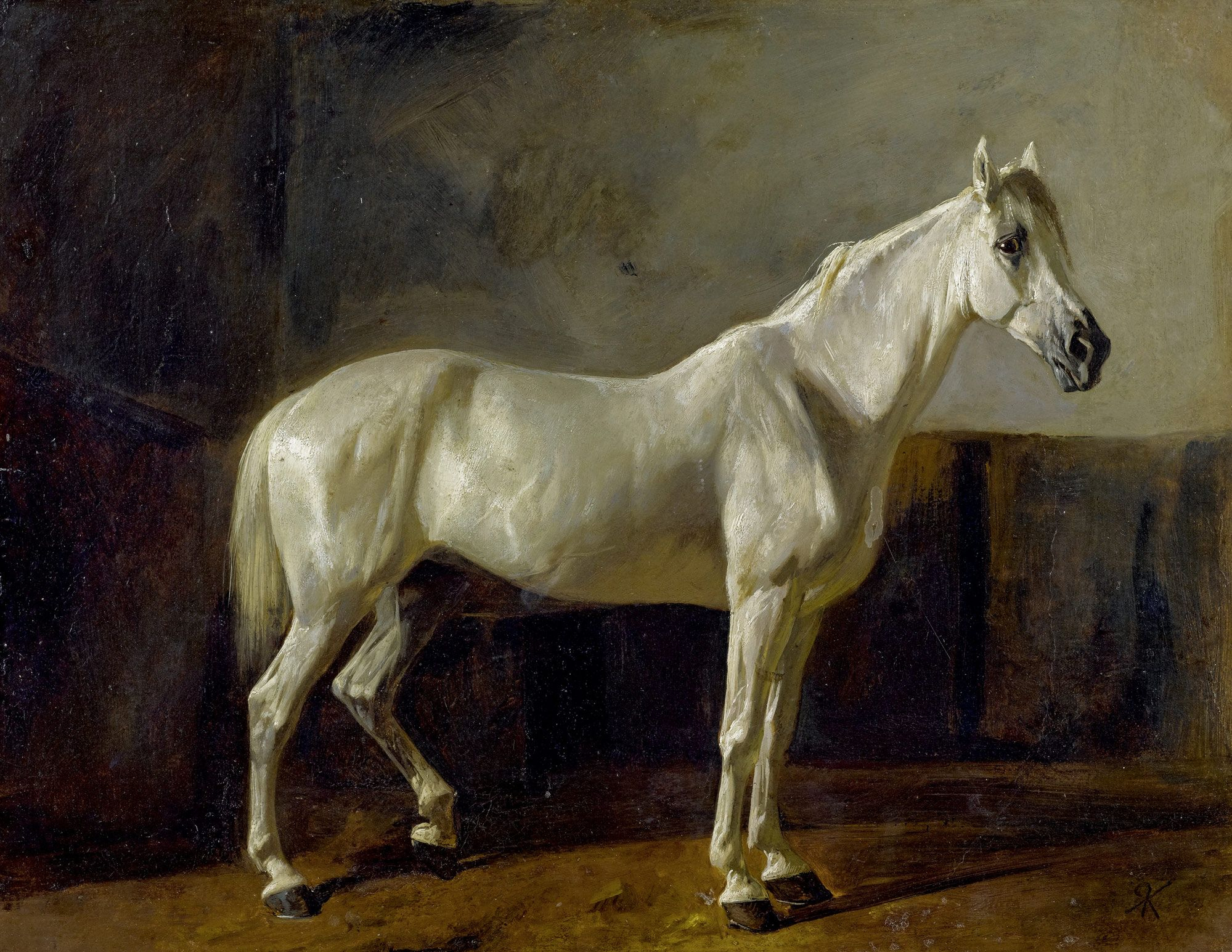
اسب سفید ایستاده
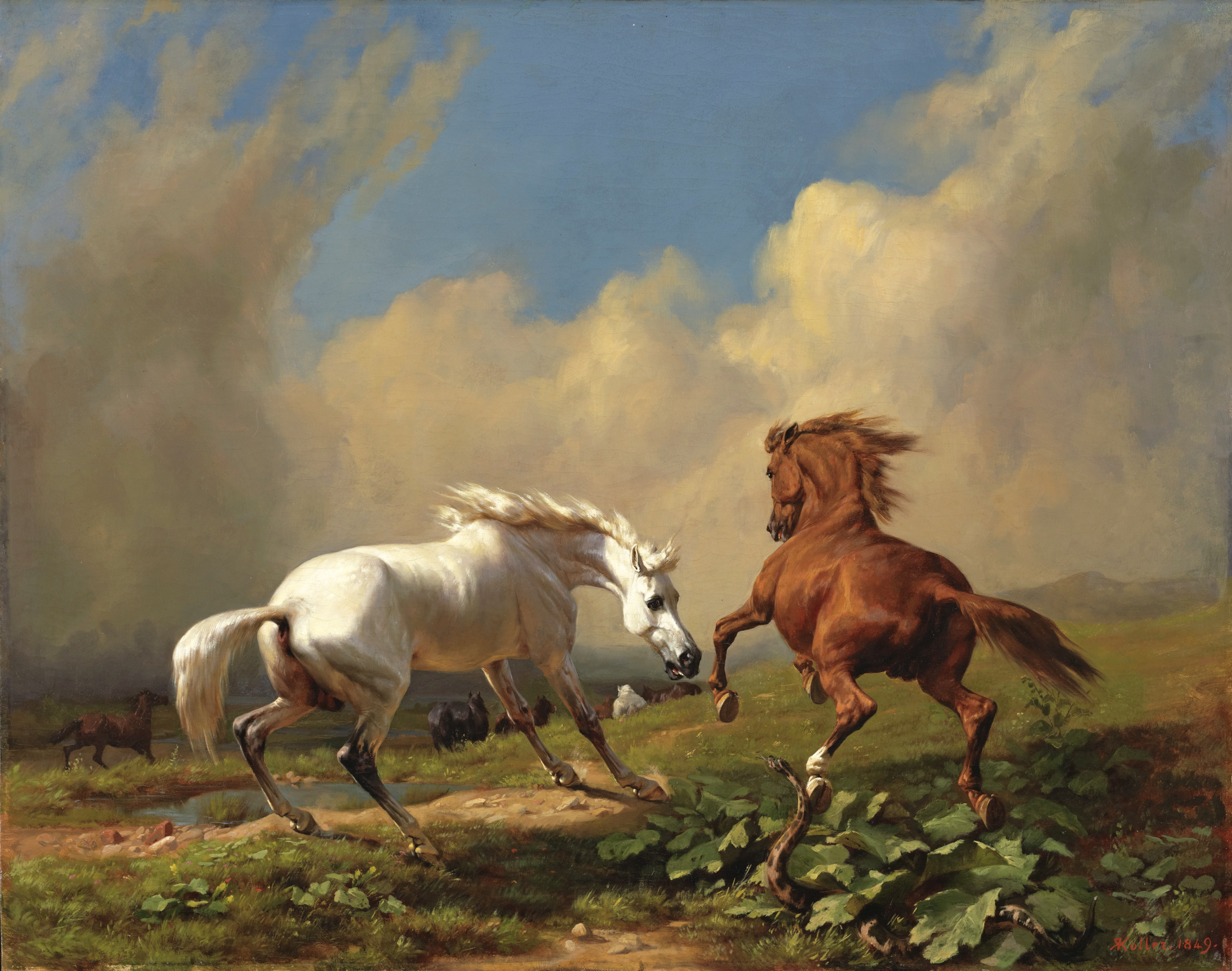
اسب‌های ترسیده قبل از توفان،۱۸۴۹
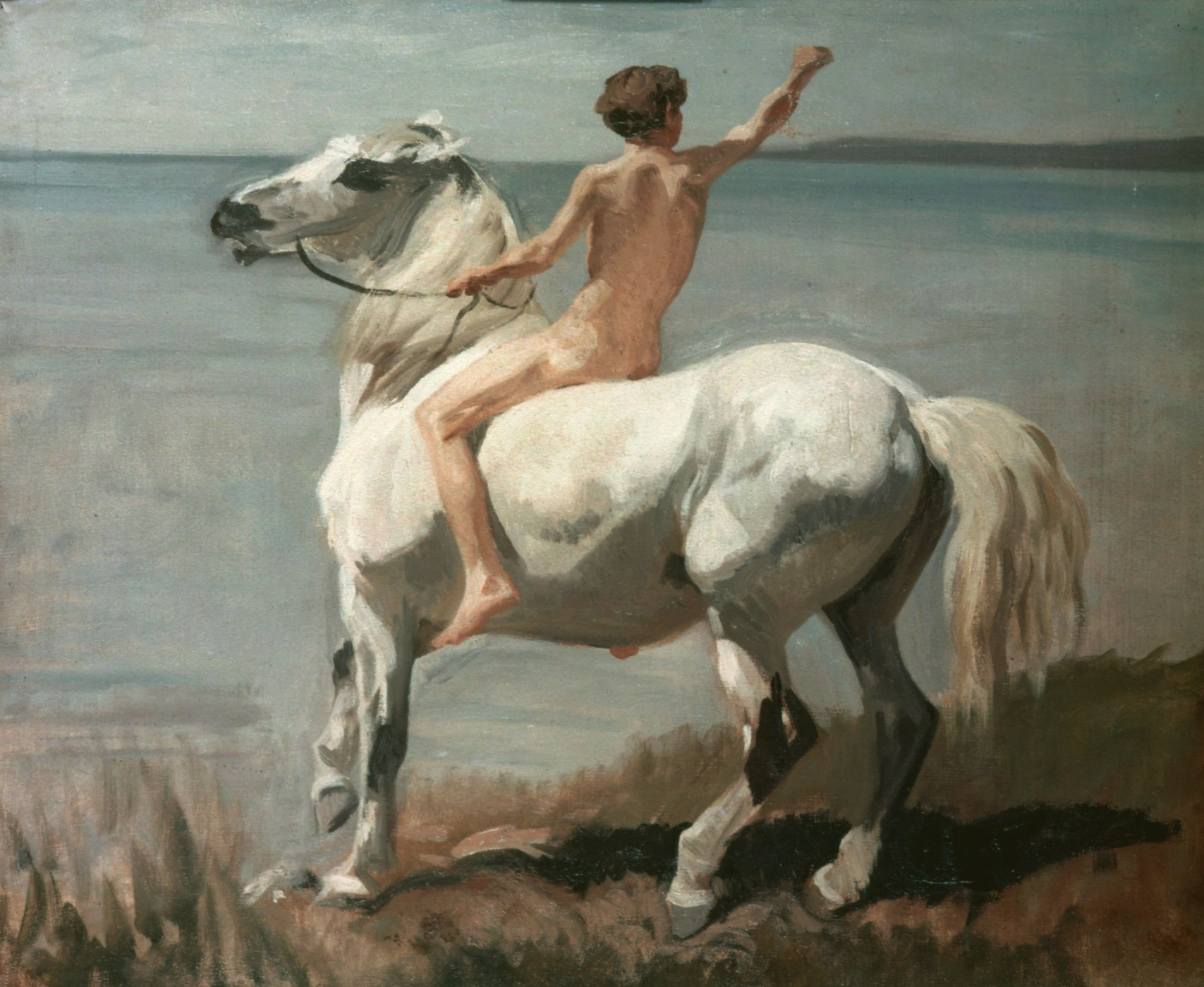
پسر روی اسب سفید، ۱۸۷۲
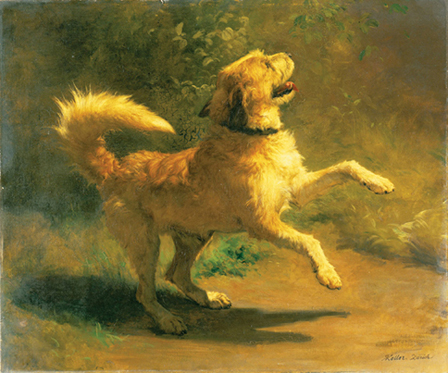
پرش سگ،۱۸۵۶
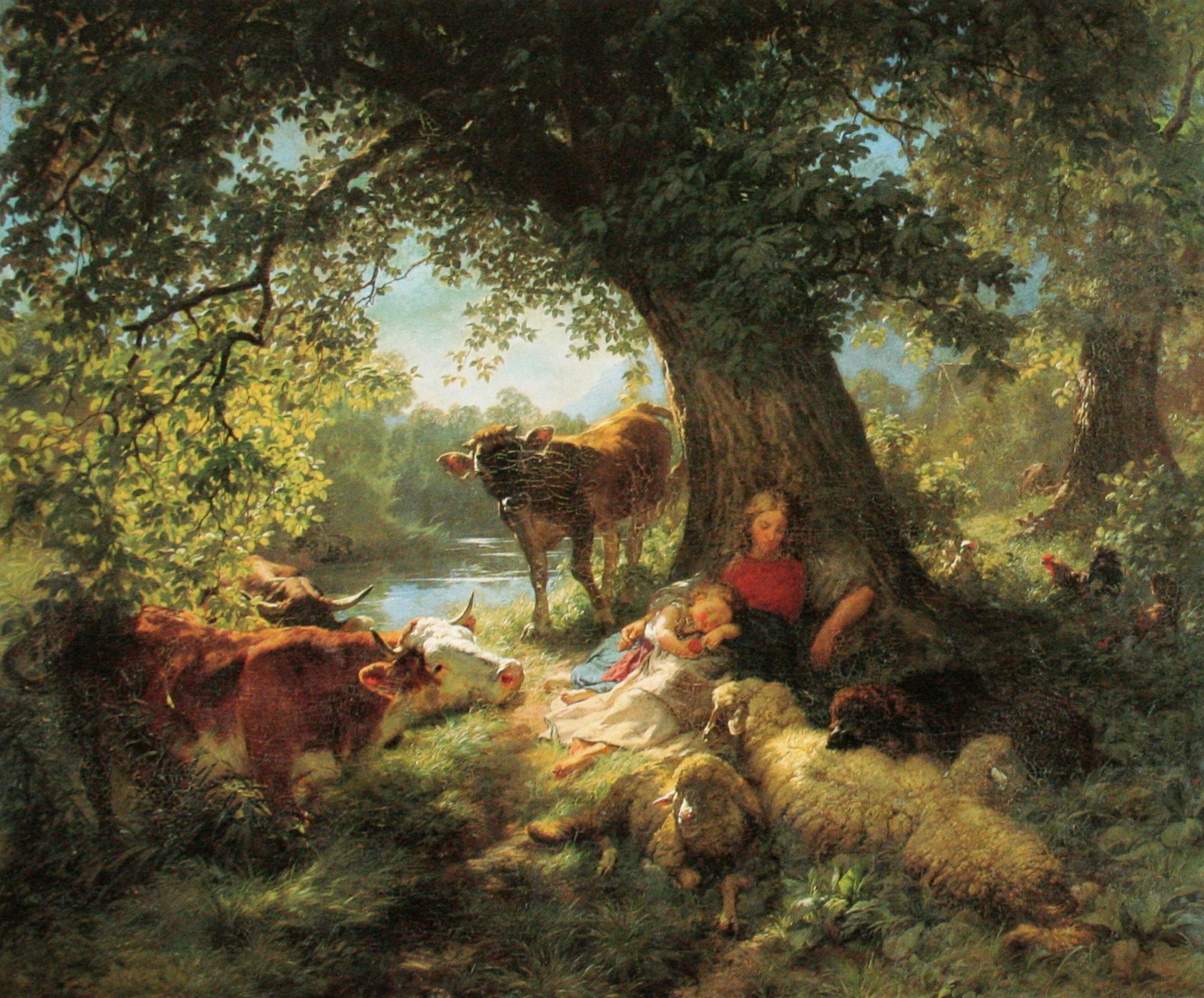
استراحت ظهرگاهی، ۱۸۶۰

نقاشی های کلر از گاوها
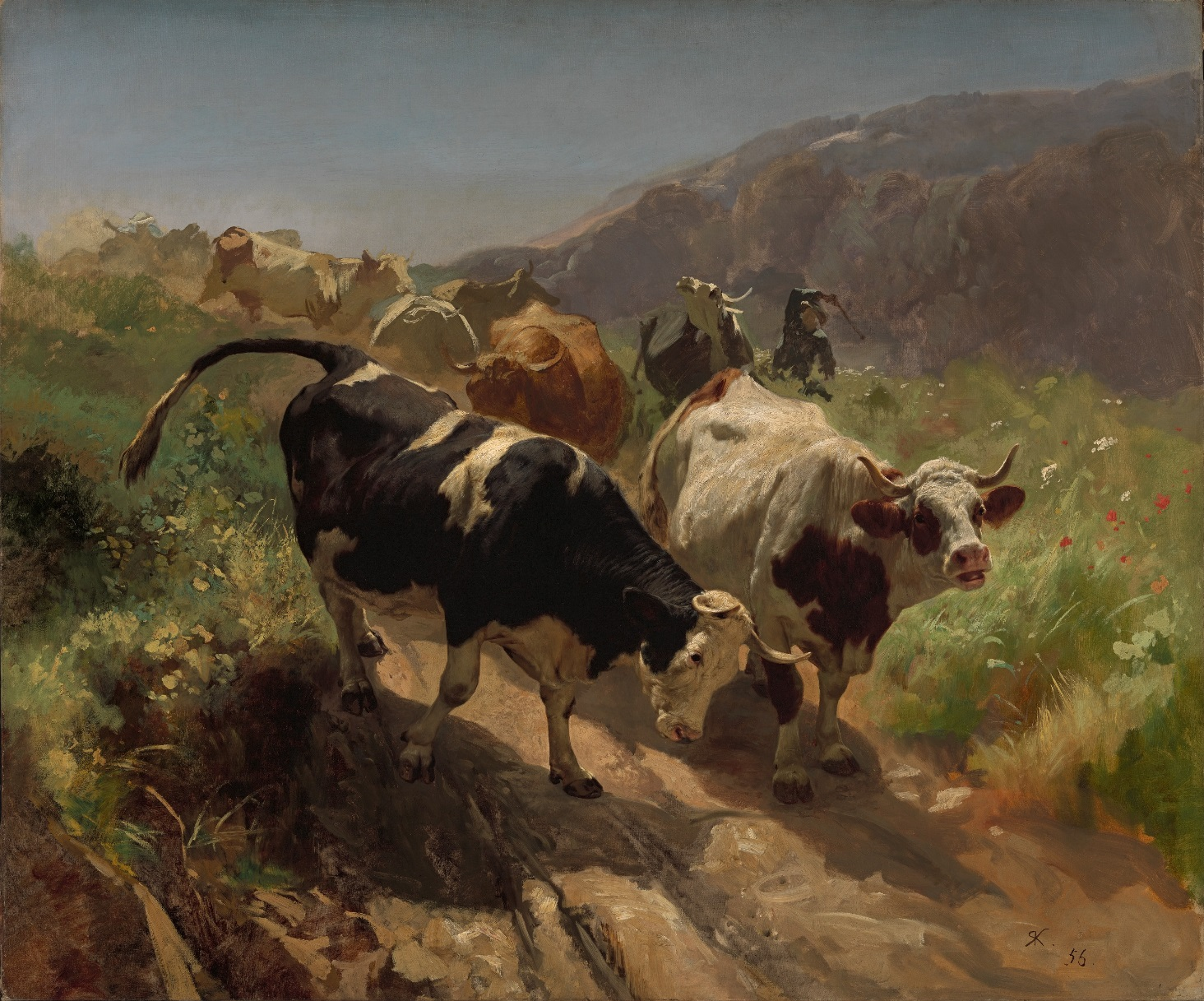
رفتن از کوهستان،۱۸۵۶ یا۱۸۵۷
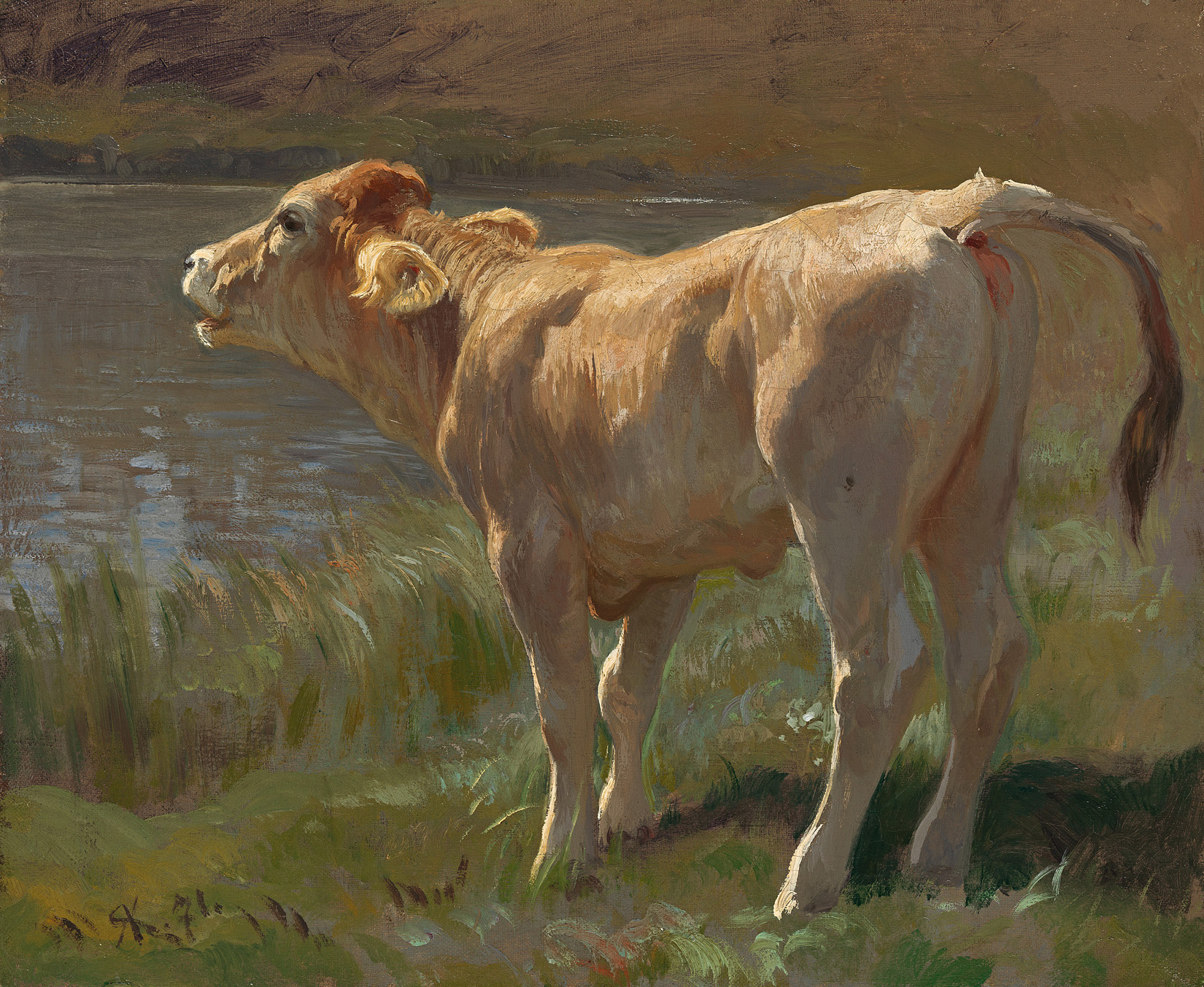
نعره گاو،۱۸۷۱
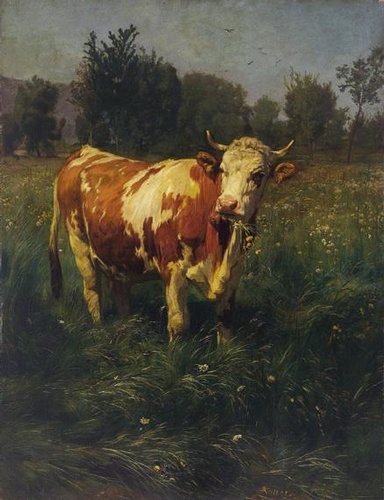
گاو در حال چرا،۱۸۹۸
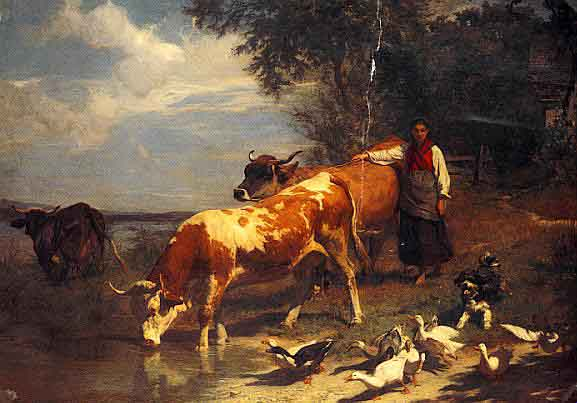
گرفتن شیر
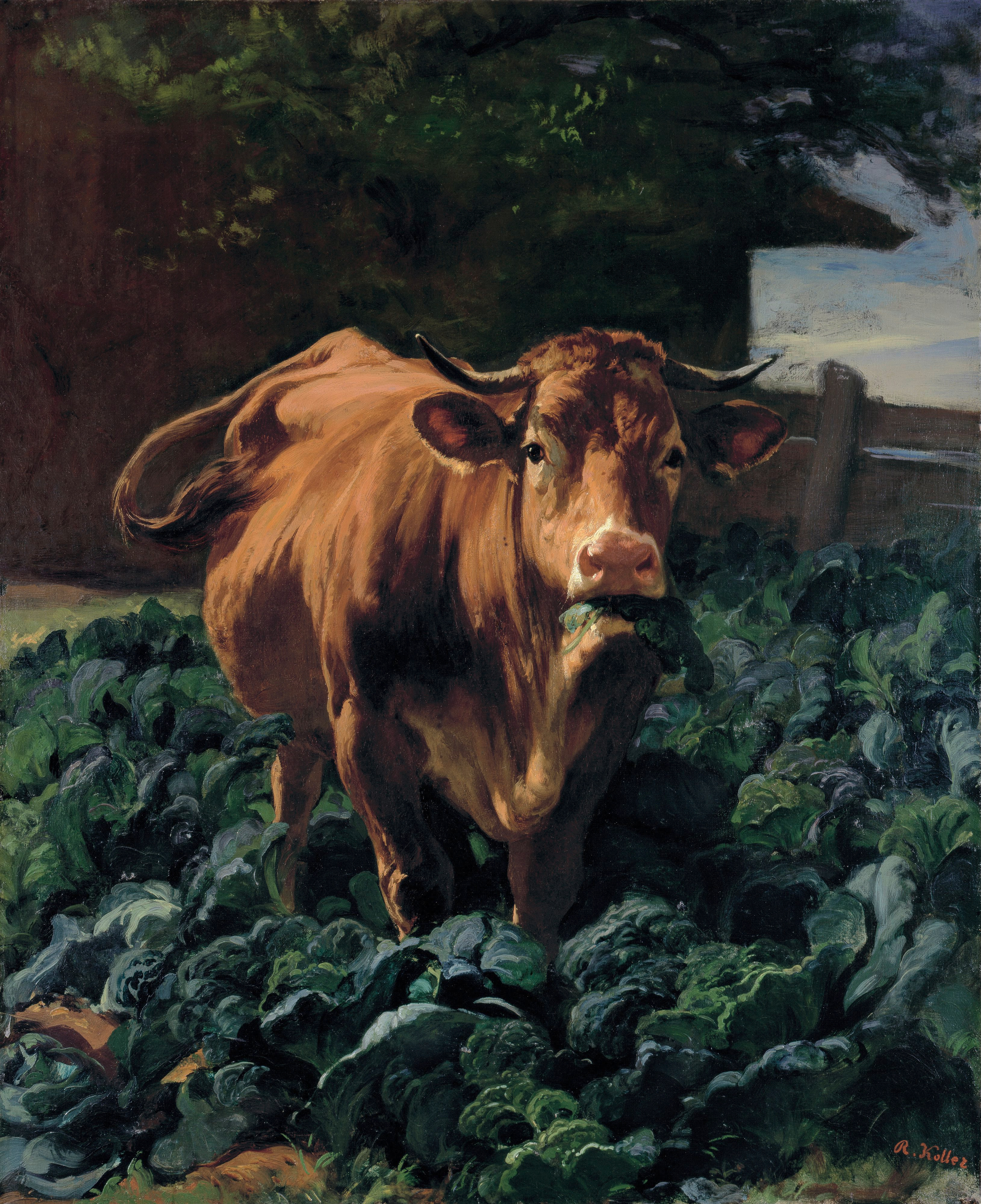
گاو در باغ سبزی،۱۸۵۷

کارهای دیگر
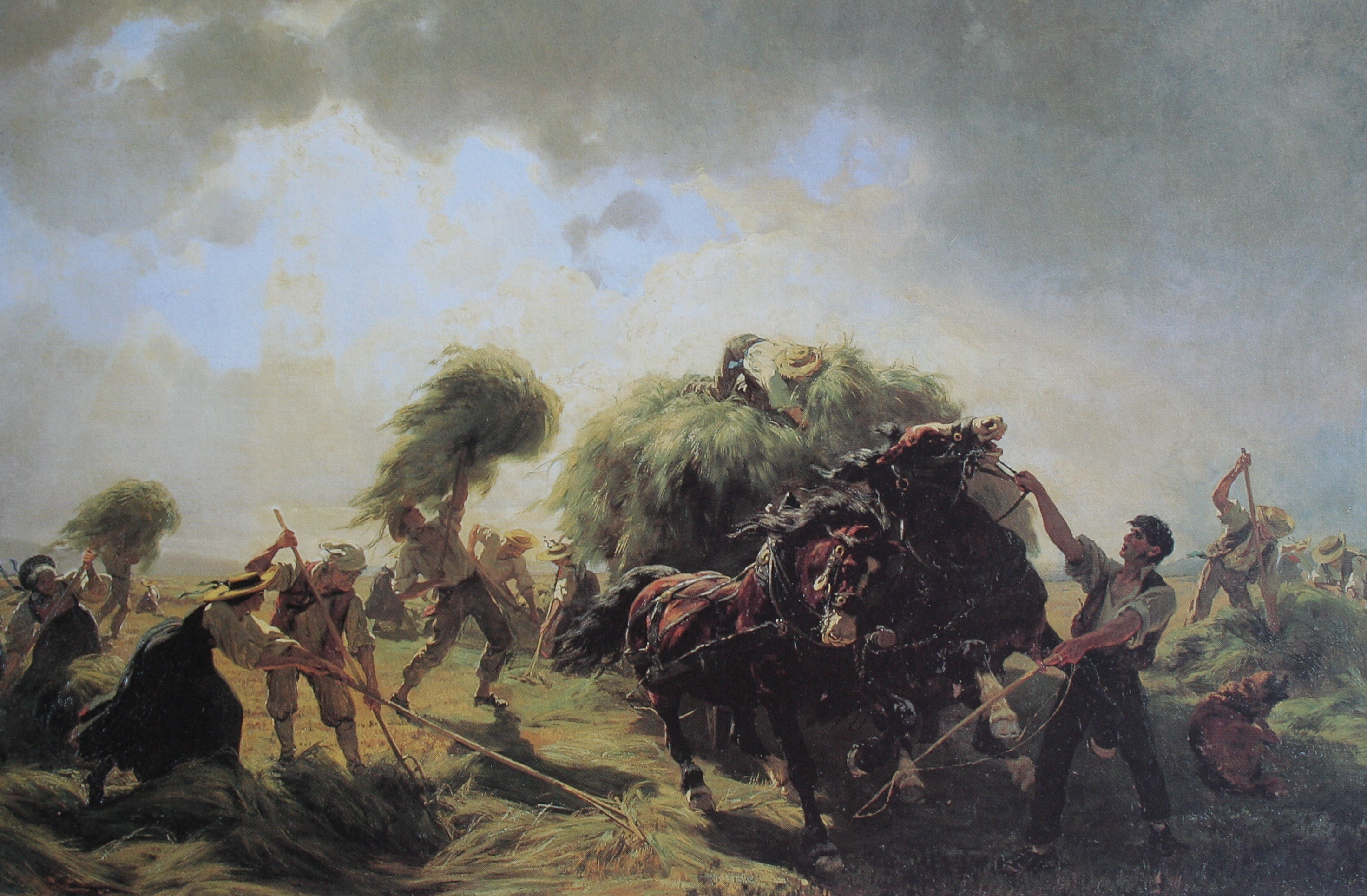
درو یونجه در هوای خراب، ۱۸۵۴
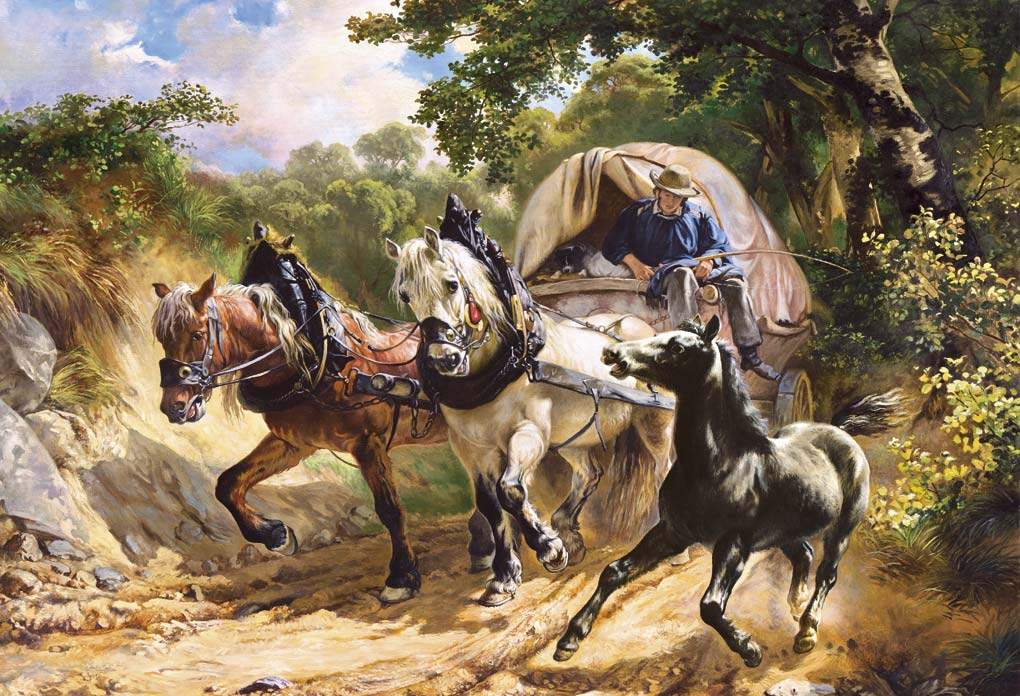
گاری در درهٔ تنگ و عمیق، ۱۸۵۵
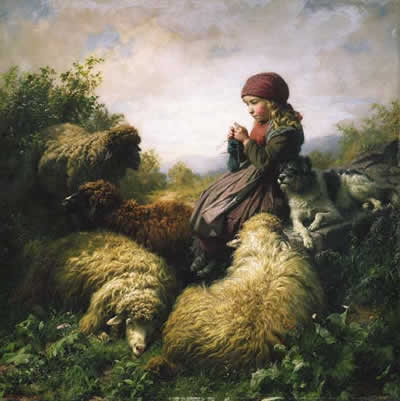
دختر چوپان در حال بافندگی،۱۸۵۹
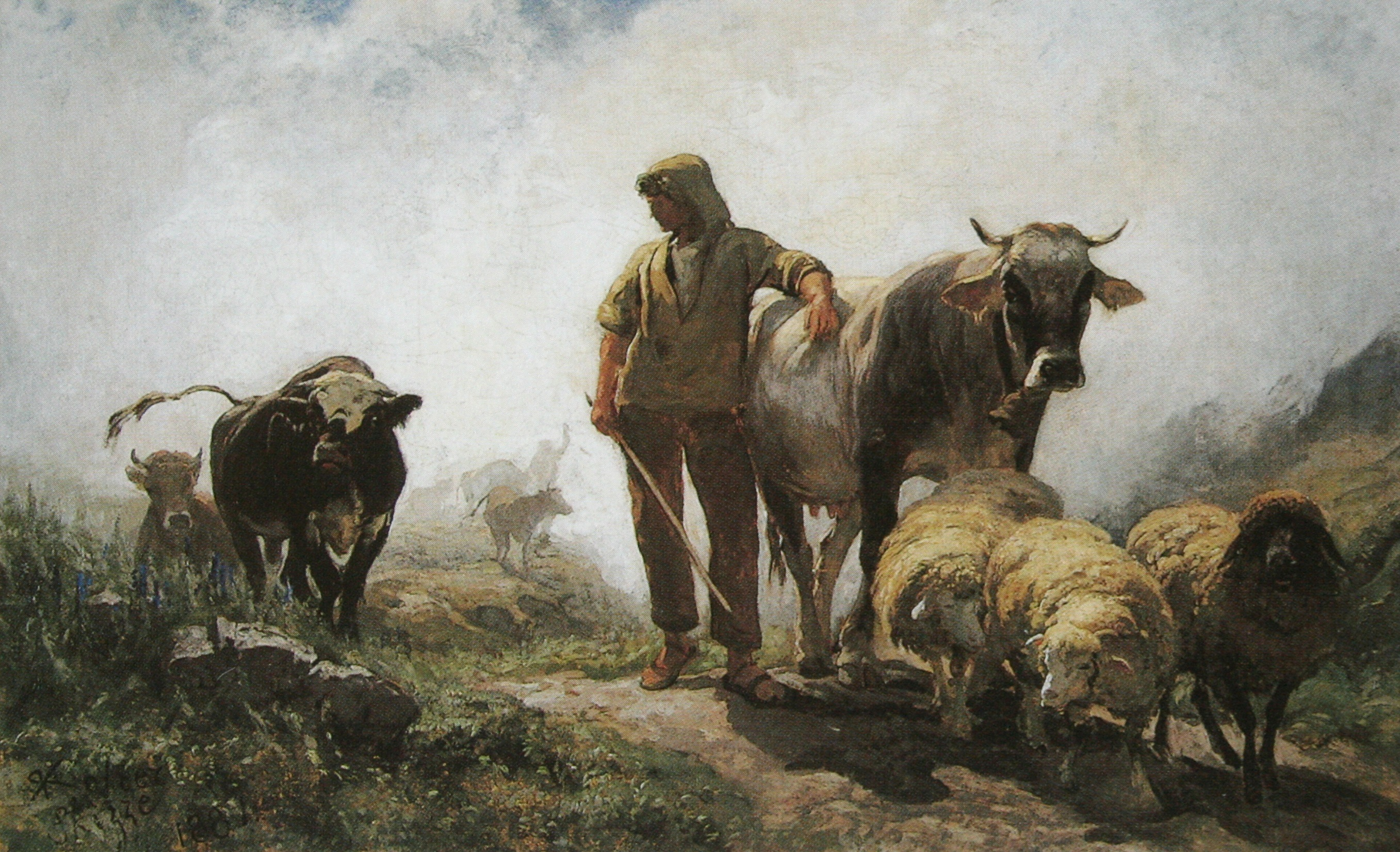
به سمت کوهستان،۱۸۸۱
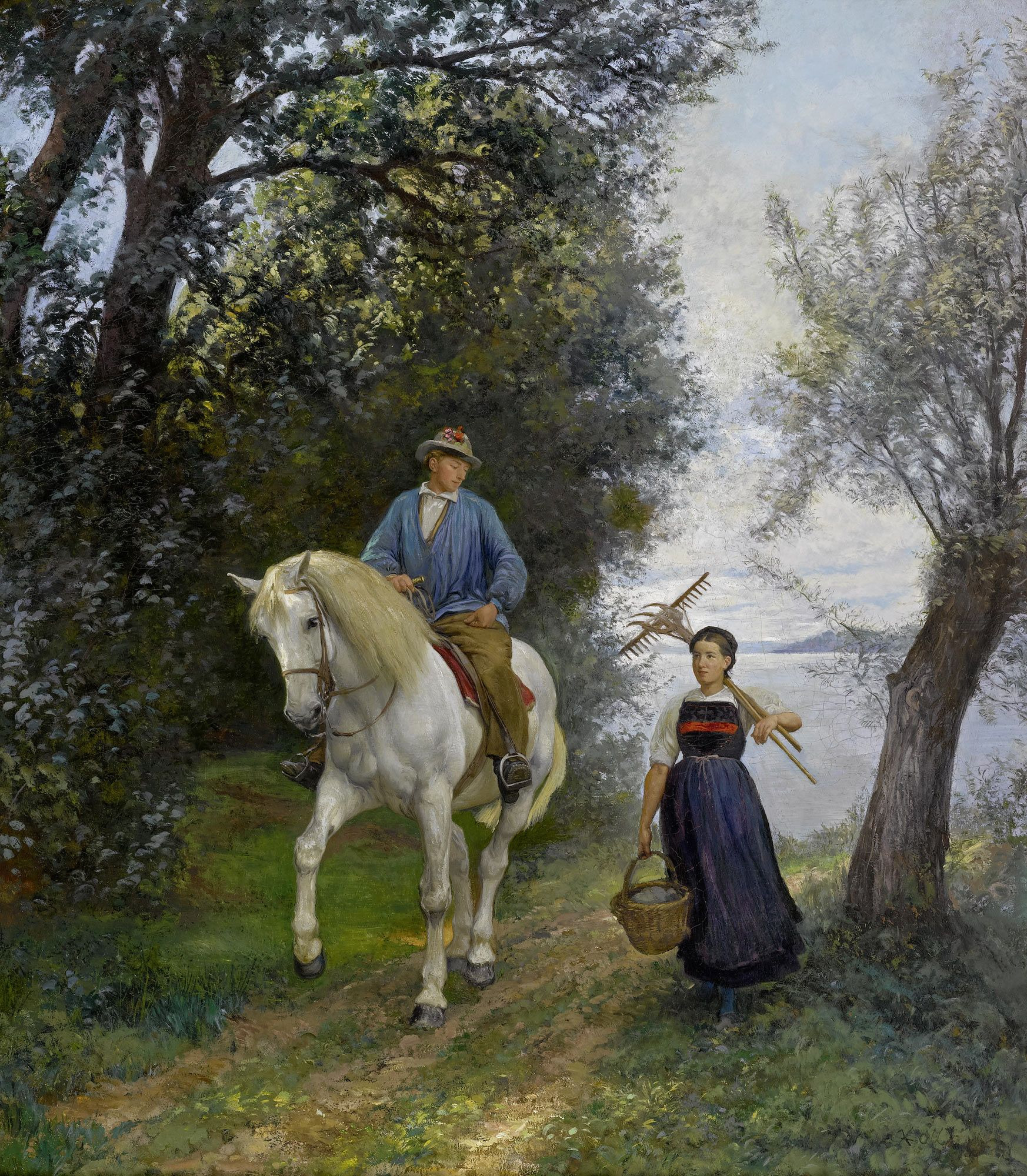
اسب‌سوار و زن کشاورز در کنار دریاچه
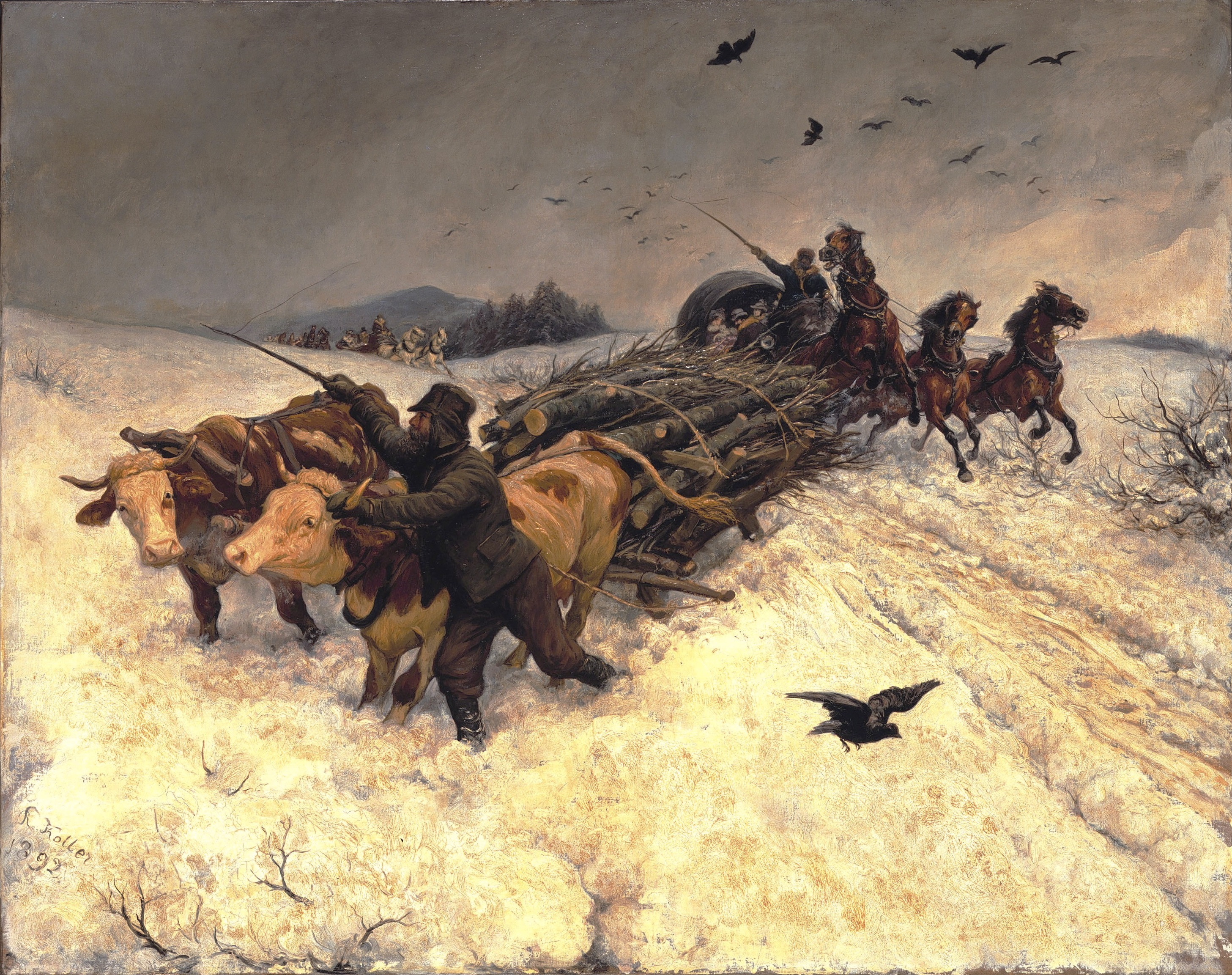
سورتمه سواری،۱۸۹۲
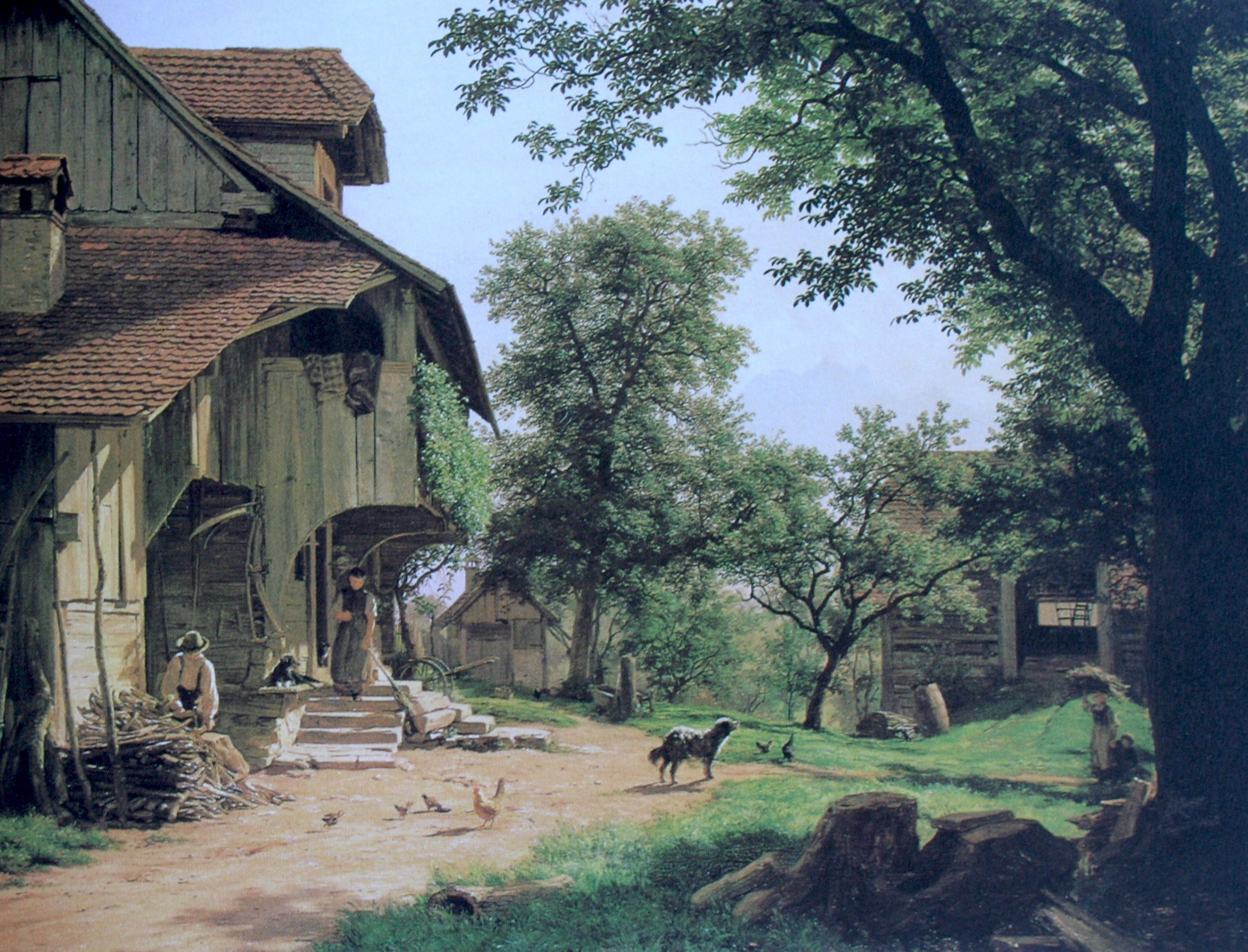
مزرعه حدود ۱۸۷۰
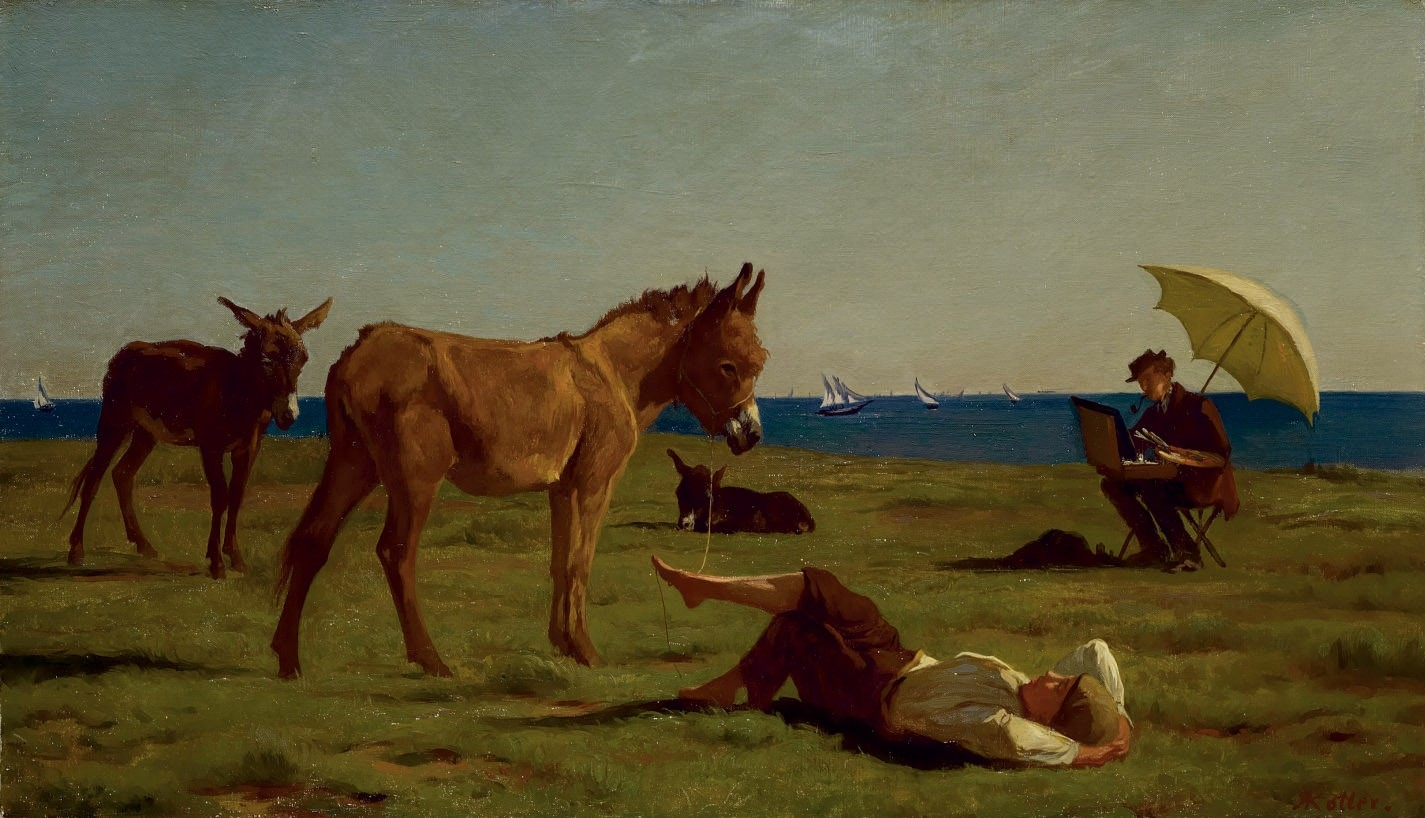
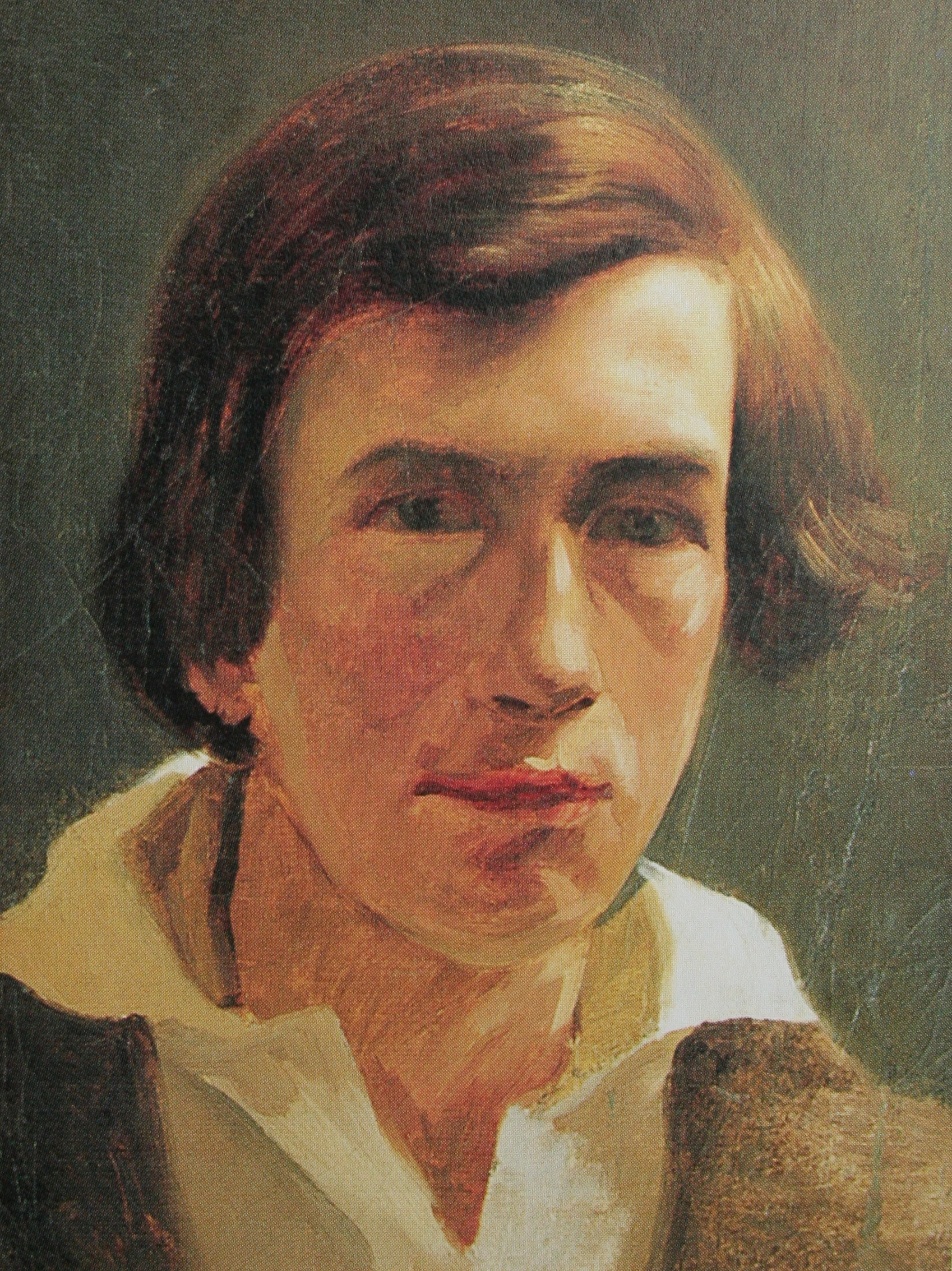
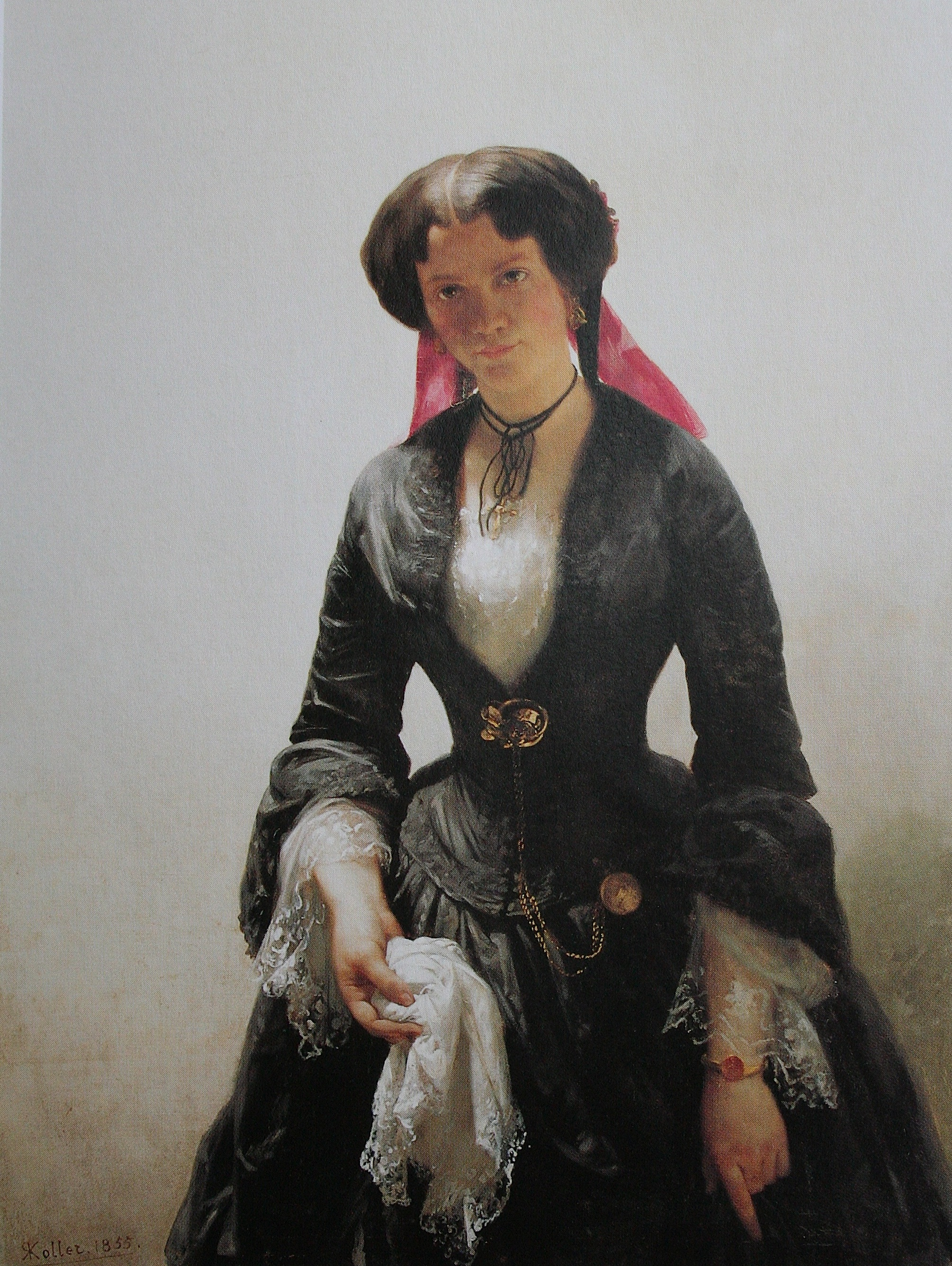